# أمادو كورتيز
أمادو كورتيز هو دبلوماسي فلبيني، ولد في 1928، وتوفي في 2003 في الفلبين.

## وصلات خارجية
- أمادو كورتيز على موقع IMDb (الإنجليزية)
- أمادو كورتيز على موقع قاعدة بيانات الفيلم (الإنجليزية)